# Граніт

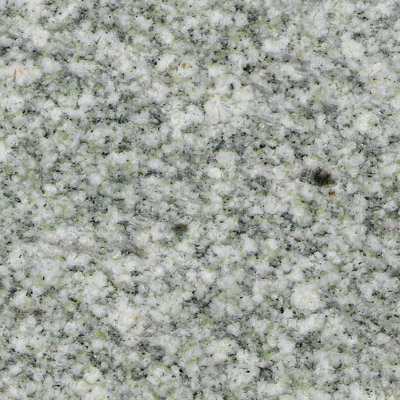
Граніт відполірований

Граніт. Янцівський гранітний кар'єр.

Грані́т (від лат. granum «зерно») — інтрузивна гірська порода кислого складу із зернистою (рівномірнозернистою чи нерівномірнозернистою) структурою.
Граніти — масивні і відносно грубокристалічні магматичні плутонічні породи (плутоніти), які багаті кварцом і польовим шпатом, але також містять темні (основні) мінерали, особливо слюду. За своїм хімічним і мінералогічним складом граніт відповідає вулканічному ріоліту.

## Етимологія
«Граніт» — слово італійського походження, означає «зернистий».

## Загальний опис
Складається з кварцу, плагіоклазу, калієвого польового шпату та слюд — біотиту та/або мусковіту. Граніти дуже поширені у континентальній земній корі. Ефузивні аналоги гранітів — ріоліти. Густина граніту — 2600 кг/м³, міцність на стиск до 300 МПа. Температура плавлення — 1215–1260 °C; при присутності води та тиску температура плавлення значно знижується до 650 °C. Граніти є найважливішими породами земної кори. Вони поширені, складають основу більшої частини всіх континентів і можуть формуватися різними шляхами.

## Середній хімічний склад
Середній хімічний склад граніту за Р. Делі (1871–1957):
| Сполука | Вміст, % |
| ------- | -------- |
| SiO2    | 70,18    |
| Al2O3   | 14,47    |
| K2О     | 4,11     |
| Na2O    | 3,48     |
| CaO     | 1,99     |
| FeO     | 1,78     |
| Fe2О3   | 1,57     |
| MgO     | 0,88     |
| Н2О     | 0,84     |
| TiO2    | 0,39     |
| P2О5    | 0,19     |
| MnO     | 0,12     |

Середній у світі хімічний склад граніту у відсотках за масою, на основі 2485 аналізів
| SiO2  | 72.04% (silica)  | 72.04 |
| Al2O3 | 14.42% (alumina) | 14.42 |
| K2O   | 4.12%            | 4.12  |
| Na2O  | 3.69%            | 3.69  |
| CaO   | 1.82%            | 1.82  |
| FeO   | 1.68%            | 1.68  |
| Fe2O3 | 1.22%            | 1.22  |
| MgO   | 0.71%            | 0.71  |
| TiO2  | 0.30%            | 0.3   |
| P2O5  | 0.12%            | 0.12  |
| MnO   | 0.05%            | 0.05  |

У порівнянні з іншою гірською породою магматичного походження базальтом має більший вміст кремнію і менший вміст заліза.

## Класифікація
Ґраніти класифікують на основі мінерального та хімічного складу.
Розрізняють:
- власне граніт (10-65 % плагіоклазу);
- ґранодіорит (65-90 %);
- плагіограніт або тоналіт;
- тронд'єміт (більше 90 %);
- гранітогнейс.

Виділяють також серії граніту: калієві, калієво-натрієві (0,4-4,0 %) і натрієві.
Широко відомою є класифікація австралійських науковців Чаппела і Уайта, продовжена і доповнена Коллінзом і Валеном. У ній виділяється 4 типи гранітоїдів: S-, I-, M-, A-граніти. У 1974 року Чаппел і Уайт запровадили поняття про S- і I-граніти, грунтуючись у тому, що склад гранітів віддзеркалює матеріал їх джерела. Наступні класифікації також переважно дотримуються цього принципу
- S — (sedimentary) — продукти плавлення метаосадових субстратів;
- I — (igneous) — продукти плавлення метамагматичних субстратів;
- M — (mantle) — диференціати толеїт-базальтових магм;
- А (anorogenic) — продукти плавлення нижньокорових гранулитів або диференціати лужно-базальтоїдних магм.

## Властивості
Густина невивітреного граніту 2530–2720 кг/м³, пористість 0,2-4 %, водопоглинання 0,15–1,30 %, опір стисненню 100–300 МПа.
Найбільше в граніті зерняток червоного або сірого кольору — це польовий шпат, від кольору якого, головним чином, і залежить колір граніту. Колір обумовлений забарвленням польових шпатів — може бути ясно-сірий, жовтуватий, рожевий, червоний, зелений. Інші зернятка, напівпрозорі, білуватого або жовтуватого кольору, схожі на шматочки каламутного скла — кварц, частинки у вигляді блискучих пластинок — слюда.

### Руйнування граніту
Граніт від сильного нагрівання і від швидкого охолодження втрачає свою міцність і руйнується. Вдень гранітні скелі дуже нагріваються промінням сонця, а вночі швидко холонуть. Частинки граніту розширюються при нагріванні і стискуються при охолодженні. Розширення і стискування частинок відбувається нерівномірно, внаслідок чого в граніті утворюються тріщини. В тонкі, ледве помітні тріщини, після дощу або танення снігу проникає вода і поступово розмиває і розширює їх при замерзанні. Руйнування відбувається дуже повільно — протягом десятків і сотень років.

### Радіоактивність
У процесі магматичної диференціації розплав збагачується радіоактивними елементами, особливо ураном і торієм. Тому кислі магматичні породи, такі як граніт і ріоліт, як правило, мають більшу частку таких елементів, ніж основні магматичні породи. Уран і торій в основному містяться в допоміжних слаборадіоактивних мінералах, таких як циркон, титаніт і апатит. Крім того, гранітоїди мають більшу частку калієвих польових шпатів (ортоклаз, мікроклін), ніж основні магматичні породи, і невелика частка калію в цих польових шпатах знаходиться у формі радіоактивного ізотопу калію-40. Світлий мусковіт слюди, який зазвичай зустрічається в граніті, також містить багато калію. Через відносно високий вміст урану, торію та калію в граніті він є одним з найбільш випромінюючих порід.
Ризик для здоров'я від впливу радіації від гранітних плит у побуті або від продукту розпаду радону, що виділяється з них, є незначним порівняно з природним фоновим випромінюванням або іншими джерелами радіації, такими як рентгенівська технологія. Девід Дж. Бреннер, директор Центру радіологічних досліджень Колумбійського університету в Нью-Йорку, вважає, що ризик розвитку раку від впливу радіації від побутових гранітних плит (навіть якщо вони дуже збагачені) знаходиться в межах одного на мільйон.

## Форми виділення та розповсюдження

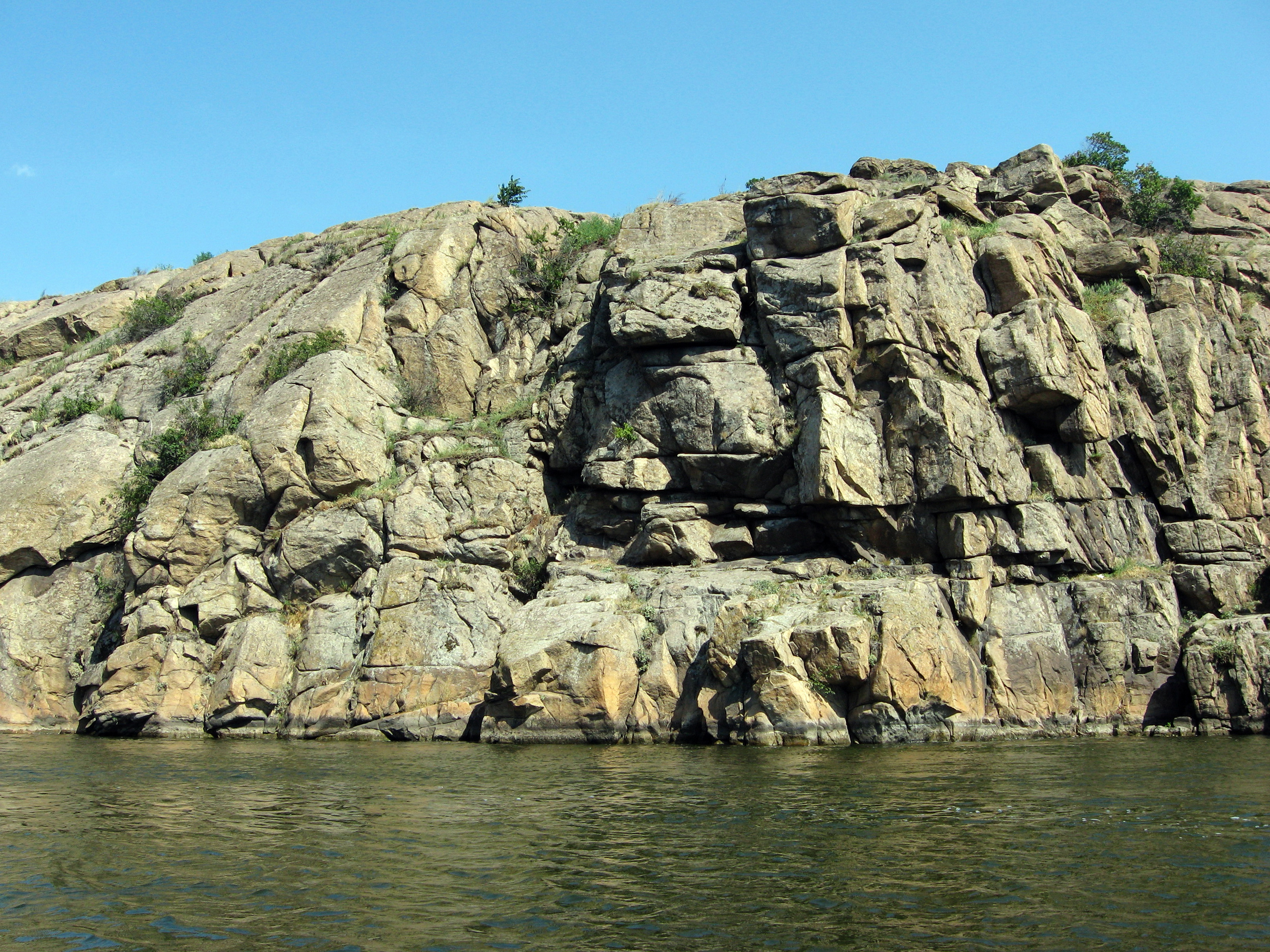
Докембрійські граніти Українського кристалічного щита

Гранітні породи утворюють батоліти, штоки, а також лаколіти та міжформаційні поклади в складчастих областях. Вік інтрузій граніту — від архею до кайнозою. Походження — гетерогенне.
Граніти переважають серед інтрузивних порід і займають істотне місце в геологічній будові України. Великі родовища в Україні є в межах Українського щита: Янцівське (Запорізька обл.), Малокахнівське (Полтавська область), Корнинське (Житомирська область), Жежелівське (Вінницька область), Капустинське (Кіровоградська область).

## Використання
Використовують як будівельний матеріал: для фундаментів великих будинків, для стояків залізничних мостів, набережних річок і каналів, сходів. Граніт можна полірувати; поверхня його стає зовсім гладкою та красивою. Граніт використовується для виготовлення пам'ятників, як облицювальний матеріал тощо. Всі будівлі з граніту міцні та довговічні.
Проте варто пам'ятати, що таке приміщення матиме дещо вищий радіаційний фон, у зв'язку з чим не рекомендується облицьовувати деякими видами граніту житлові приміщення.

## Родовища
| В Україні - Лезниківське родовище граніту - Омелянівське родовище граніту - Жежелівське родовище граніту - Капустянське родовище граніту (с. Кам'яний Міст Кіровоградська обл.) - Войнівське родовище граніту (с. Войнівка Кіровоградська обл.) - Янцівське родовище граніту (Запорізька область) |

## Корисні копалини пов'язані з гранітом
З гранітом пов'язані родовища Sn, W, Mo, Li, Be, B, Rb, Bi, Ta, Au. Ці елементи концентруються в пізніх порціях гранітного розплаву та постмагматичному флюїді. Тому його родовища пов'язані з апогранітами, пегматитами, грейзенами та скарнами. Для скарнів також характерні родовища Cu, Fe, Au.